# Алиахунов, Абдукадыр
Абдукадыр Алиахунов (узб. Абдуқодир Алиохунов; 1902 год, Ошский уезд, Ферганская область — 1972, Ошская область) — Активный участник установления Советской власти, борьбы с басмачеством и колхозного строительства на Юге Киргизии, хлопкороб, звеньевой колхоза «Кызыл-Шарк» в дальнейшем имени Таширова Ошского района ныне Кара-Суйского района Ошской области, Киргизская ССР. Герой Социалистического Труда (1951).

## Биография
Родился в 1902 году в селе Дехкан-кишлак Ошского уезда Ферганской области в крестьянской семье, по национальности узбек. Начал свою трудовую деятельность в 1918 году.
В годы гражданской войны он активно участвовал в борьбе против басмачей на Юге Киргизии. 1922-1929 годы А. Алиохунов работал секретарём райкома комсомола, в дальнейшем заместителем председателя райисполкома и начальником райфинотдела.
С 1949 года член сельхозартели «Кызыл-Шарк». С 1950 года звеньевой хлопководческой бригады колхоза «Кызыл-Шарк» в дальнейшем имени Таширова Ошского района ныне Кара-Суйского района Ошской области.
Возглавляемое им звено в 1950 году добилось выращивания на закреплённых 6 гектарах земли 72,85 центнеров хлопка-сырца с гектара. За эти производственные достижения Указом Президиума Верховного Совета СССР от 20 марта 1951 года Алиахунову А. присвоено почётное звание Героя Социалистического Труда с вручением ордена Ленина и Золотой Звезды «Серп и Молот».
Неоднократно избирался депутатом местных Советов[каких?], участвовал в работе районных и областных партийных конференций.

## Награды
- Герой Социалистического Труда (20.03.1951)
- Орден Ленина

## Память
В Кара-Суйском районе в его честь названа улица